# Zack Steffen
Zackary Thomas Steffen, dit Zack Steffen, né le 2 avril 1995 à Coatesville en Pennsylvanie, est un footballeur international américain qui évolue au poste de gardien de but au Colorado Rapids.

## Biographie

### Parcours en club

#### Crew de Columbus
Zack Steffen devient le gardien de but titulaire du Crew de Columbus lors de la saison 2017 de MLS.

#### Manchester City
Steffen signe pour le club anglais de Manchester City le 9 juillet 2019. Le transfert, pour un montant estimé à sept millions de dollars, est convenu entre les deux clubs le 11 décembre 2018. Steffen reste alors avec le Crew de Columbus jusqu'à l'ouverture du marché des transferts estival de la Major League Soccer avant de partir à l'étranger. Bien que le montant exact n'ait pas été divulgué, le Crew déclare que c'était « le plus important de l'histoire du club et le plus élevé jamais reçu par un club de la MLS pour un gardien de but ».

#### Saison 2019-2020: Prêt au Fortuna Düsseldorf
Le 9 juillet 2019, il est annoncé que Steffen serait prêté au club allemand du Fortuna Düsseldorf en Bundesliga pour la saison 2019-2020. Le directeur sportif de Düsseldorf, Lutz Pfannenstiel, note que Steffen est le « parfait exemple d'un gardien de but moderne » en mentionnant qu'il suit le joueur depuis qu'il travaille au TSG 1899 Hoffenheim.
Au cours de la première moitié de la saison, les capacités de Steffen sont remarquées et ses performances pour Düsseldorf sont qualifiées de « remarquables ». Steffen commence les dix-sept premiers matchs du club, mais subit une blessure au tendon rotulien qui l'éloigne des terrains pendant la trêve hivernale de la Bundesliga et l'interruption due à la pandémie de Covid-19. Alors qu'il reprend la forme et se prépare à revenir de sa blessure, Steffen subit une autre blessure au genou qui met fin prématurément à sa saison. Avant ses blessures, Steffen réalise le deuxième plus grand nombre d'arrêts derrière la troisième pire défense de la ligue, laissant penser que Düsseldorf pourrait éviter la relégation sans sa blessure.
Steffen et Düsseldorf sont en discussions pour prolonger son prêt avec le club pour une autre saison ; cependant, la relégation de Düsseldorf met fin à cette possibilité.

#### Saison 2020-2021: Retour à City
Après l'expiration du contrat du gardien de but de deuxième choix de Manchester City, Claudio Bravo, Steffen revient de son prêt et est inclus dans l'équipe première de City pour la saison 2020-2021. Steffen est inclus dans l'effectif de City pour la première fois lors du match d'ouverture de la saison contre les Wolverhampton Wanderers et fait ses débuts seulement trois jours plus tard, en commençant contre Bournemouth lors du troisième tour de la Coupe de la Ligue, remportant 2-1 au Etihad Stadium,. Steffen fait ses débuts en Ligue des champions le 9 décembre 2020 contre l'Olympique de Marseille, lors du dernier match de la phase de groupes, en gardant sa cage inviolée lors d'une victoire 3-0.
Steffen fait ses débuts en Premier League lors d'une victoire à l'extérieur 3-1 contre Chelsea, remplaçant Ederson, qui avait été testé positif à la Covid-19. Il fait ensuite ses débuts au troisième tour de la FA Cup une semaine plus tard, gardant sa cage inviolée lors d'une victoire à domicile 3-0 contre Birmingham City, une équipe de Championship.
Steffen garde sa cage inviolée pour City lors de leur victoire en finale de la Coupe de la Ligue contre Tottenham le 25 avril 2021. Il devient seulement le cinquième Américain, et le quatrième gardien de but de cette nationalité, à remporter la Coupe de la Ligue. 
En finale de la Ligue des Champions, Steffen est sur le banc et Ederson est titulaire. Les Citizens s'inclinent face à Chelsea (0-1).

#### Saison 2021-2022
Le 4 novembre 2021, Steffen signe un nouveau contrat à long terme avec Manchester City, le maintenant au club jusqu'en 2025. Le 16 octobre 2021, Steffen dispute son premier match de championnat de la saison lorsque City bat Burnley 2-0 à domicile. Le 7 décembre suivant, il fait sa deuxième apparition de sa carrière en Ligue des champions lorsque City perd 2-1 contre le RB Leipzig au Red Bull Arena. Le 16 avril 2022, Steffen débute lors de la demi-finale de la FA Cup à Wembley contre Liverpool. Il commet une erreur de premier plan, étant dépossédé par Sadio Mané, ce qui donne à Liverpool une avance de 2-0. Liverpool remporte finalement le match 3-2.

#### Saison 2022-2023: Prêt à Middlesbrough
Le 19 juillet 2022, il rejoint le club de Championship du Middlesbrough FC, en prêt pour toute la saison.

### Parcours en sélection

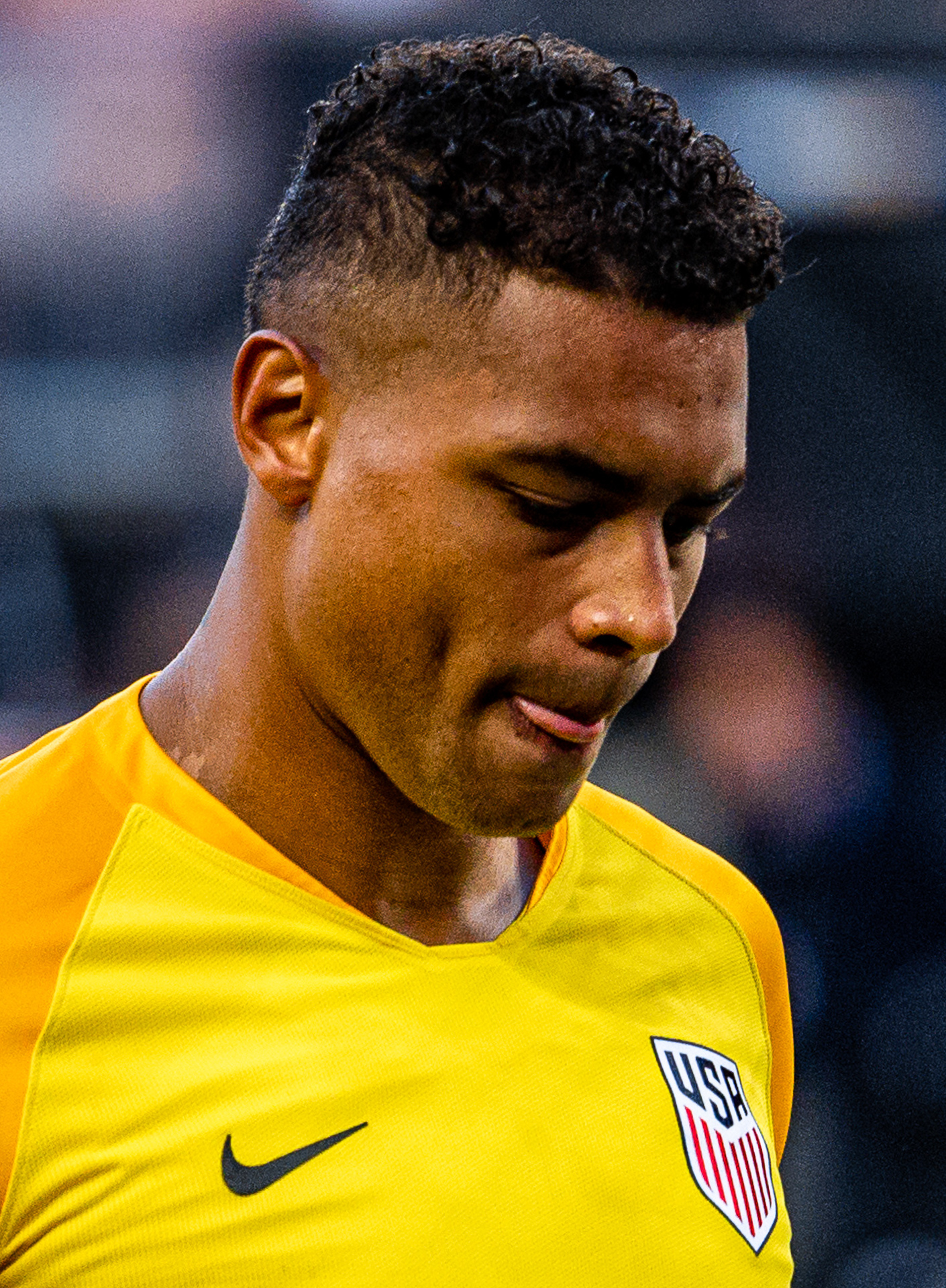
Steffen jouant pour l'équipe nationale des États-Unis en 2019

Steffen est le gardien de but titulaire de l'équipe des moins de 20 ans des États-Unis lors du Championnat de la CONCACAF des moins de 20 ans 2015 et de la Coupe du monde de football des moins de 20 ans 2015. Le 10 juin 2015, son arrêt sur un penalty tenté par Jarlan Barrera aide les États-Unis à réaliser une surprise en éliminant la Colombie en huitièmes de finale de la Coupe du monde des moins de 20 ans.
Le 16 mai 2016, Steffen reçoit sa première convocation en équipe nationale des États-Unis pour un rassemblement basé à Porto Rico. Steffen ne joue pas lors de ce rassemblement, mais en janvier 2018, il est à nouveau appelé en équipe pour un match amical contre la Bosnie-Herzégovine, lors duquel il fait ses débuts. Il effectue sa deuxième apparition lors d'un match amical contre le Paraguay, enregistrant son premier clean sheet lors d'une victoire 1-0, le 27 mars 2018, au WakeMed Soccer Park à Cary, en Caroline du Nord. Le 9 juin 2018, au Parc Olympique lyonnais à Lyon, Steffen réalise sept arrêts contre l'équipe de France, future championne de la Coupe du monde 2018, dont deux arrêts consécutifs dans les dernières secondes du temps additionnel contre Nabil Fekir et Ousmane Dembélé, permettant aux États-Unis de faire match nul 1-1 contre la France.

## Palmarès

### En club
Terrapins du Maryland
- Vainqueur de la saison régulière de l'ACC en 2013
- Vainqueur du tournoi de l'ACC (en) en 2013
- Vainqueur de la saison régulière du Big Ten en 2014
- Vainqueur du tournoi du Big Ten (en) en 2014
- Finaliste du championnat de la NCAA en 2013

 Manchester City
- Champion d'Angleterre en 2021
- Vainqueur de la Coupe de la Ligue anglaise en 2021
- Finaliste de la Ligue des champions en 2021

### En sélection
États-Unis
- Vainqueur de la Ligue des nations en 2021
- Finaliste de la Gold Cup en 2019

### Distinctions personnelles
- Joueur américain de soccer de l'année en 2018
- Meilleur joueur défensif du championnat de la NCAA (en) en 2013
- Meilleur gardien de la Major League Soccer en 2018
- Membre de l'équipe-type freshman de l'ACC en 2013
- Membre de l'équipe-type de la Major League Soccer en 2018

## Statistiques

### Statistiques en club
| Saison                | Club                             | Championnat           | Championnat | Championnat | Coupe nationale | Coupe nationale | Coupe de la Ligue | Coupe de la Ligue | Supercoupe | Supercoupe | Compétition(s) continentale(s) | Compétition(s) continentale(s) | Compétition(s) continentale(s) | Séries | Séries | États-Unis | États-Unis | Total | Total |
| Saison                | Club                             | Division              | M.          | B.          | M.              | B.              | M.                | B.                | M.         | B.         | Comp.                          | M.                             | B.                             | M.     | B.     | M.         | B.         | M.    | B.    |
| 2014-2015             | SC Fribourg II                   | Regionalliga          | -           | -           | -               | -               | -                 | -                 | -          | -          | -                              | -                              | -                              | -      | -      | -          | -          | 0     | 0     |
| 2015-2016             | SC Fribourg II                   | Regionalliga          | 14          | 0           | -               | -               | -                 | -                 | -          | -          | -                              | -                              | -                              | -      | -      | -          | -          | 14    | 0     |
| Sous-total            | Sous-total                       | Sous-total            | 14          | 0           | 0               | 0               | 0                 | 0                 | 0          | 0          | -                              | 0                              | 0                              | 0      | 0      | 0          | 0          | 14    | 0     |
| 2016                  | Crew de Columbus                 | MLS                   | 0           | 0           | 0               | 0               | -                 | -                 | -          | -          | -                              | -                              | -                              | -      | -      | -          | -          | 0     | 0     |
| 2017                  | Crew de Columbus                 | MLS                   | 34          | 0           | 0               | 0               | -                 | -                 | -          | -          | -                              | -                              | -                              | 5      | 0      | -          | -          | 39    | 0     |
| 2018                  | Crew de Columbus                 | MLS                   | 29          | 0           | 0               | 0               | -                 | -                 | -          | -          | -                              | -                              | -                              | 3      | 0      | 6          | 0          | 38    | 0     |
| 2019                  | Crew de Columbus                 | MLS                   | 13          | 0           | 0               | 0               | -                 | -                 | -          | -          | -                              | -                              | -                              | -      | -      | 9          | 0          | 22    | 0     |
| Sous-total            | Sous-total                       | Sous-total            | 76          | 0           | 0               | 0               | 0                 | 0                 | 0          | 0          | -                              | 0                              | 0                              | 8      | 0      | 15         | 0          | 99    | 0     |
| 2016                  | Riverhounds de Pittsburgh (prêt) | USL                   | 9           | 0           | -               | -               | -                 | -                 | -          | -          | -                              | -                              | -                              | -      | -      | -          | -          | 9     | 0     |
| 2020-2021             | Manchester City                  | Premier League        | 1           | 0           | 5               | 0               | 5                 | 0                 | -          | -          | C1                             | 1                              | 0                              | -      | -      | 6          | 0          | 18    | 0     |
| 2021-2022             | Manchester City                  | Premier League        | 0           | 0           | 4               | 0               | 2                 | 0                 | 1          | 0          | C1                             | 1                              | 0                              | -      | -      | 9          | 0          | 17    | 0     |
| Sous-total            | Sous-total                       | Sous-total            | 1           | 0           | 9               | 0               | 7                 | 0                 | 1          | 0          | -                              | 2                              | 0                              | 0      | 0      | 14         | 0          | 34    | 0     |
| 2019-2020             | Fortuna Düsseldorf (prêt)        | Bundesliga            | 18          | 0           | 1               | 0               | -                 | -                 | -          | -          | -                              | -                              | -                              | -      | -      | 2          | 0          | 21    | 0     |
| 2022-2023             | Middlesbrough FC (prêt)          | Championship          | 31          | 0           | 1               | 0               | 0                 | 0                 | -          | -          | -                              | -                              | -                              | -      | -      | -          | -          | 32    | 0     |
| Total sur la carrière | Total sur la carrière            | Total sur la carrière | 148         | 0           | 11              | 0               | 7                 | 0                 | 1          | 0          | -                              | 2                              | 0                              | 8      | 0      | 29         | 0          | 206   | 0     |